# Stark (Nueva York)
Stark es un pueblo ubicado en el condado de Herkimer en el estado estadounidense de Nueva York. En el año 2000 tenía una población de 767 habitantes y una densidad poblacional de 9.4/ personas por km².

## Geografía
Stark se encuentra ubicado en las coordenadas 42°54′54″N 74°48′56″O / 42.91500, -74.81556.

## Demografía
Según la Oficina del Censo en 2000 los ingresos medios por hogar en la localidad eran de $31,518, y los ingresos medios por familia eran $34,545. Los hombres tenían unos ingresos medios de $27,813 frente a los $21,042 para las mujeres. La renta per cápita para la localidad era de $14,128. Alrededor del 19.9% de la población estaban por debajo del umbral de pobreza.